# Rio Santana (vattendrag i Brasilien, Espírito Santo)
Rio Santana är ett vattendrag i Brasilien.   Det ligger i delstaten Espírito Santo, i den sydöstra delen av landet, 900 km öster om huvudstaden Brasília.
Omgivningarna runt Rio Santana är huvudsakligen savann.